# Auguste Wicky
Pour les articles homonymes, voir Wicky.
Auguste Wicky (né à Bourbach-le-Bas le 4 mars 1873 et mort à Mulhouse le 12 janvier 1947) est un syndicaliste et homme politique français.

## Biographie

### Jeunesse et formation d’un militant social-démocrate
Né en 1873 à Bourbach-le-Bas (en Alsace annexée), dans une humble famille d’ouvriers paysans, Auguste Wicky perdit sa mère avant d’avoir quatre ans, puis son père mourut alors qu’il n’avait que six ans.
Après avoir travaillé un an comme manœuvre dans une fabrique d’articles de tissage tout en prenant part aux travaux des champs, il devint apprenti tailleur.
Il s’installa à Mulhouse en 1898, où il fut très vite une des chevilles ouvrières du mouvement syndical local, dont il prit la présidence dès 1901. Parallèlement à son implication syndicale, il s’engagea en politique au sein du Parti social-démocrate, qui l’envoya parfaire sa formation à l’école des cadres de Berlin (1906).
Longtemps écartés du pouvoir par les partis libéraux, conservateurs ou cléricaux, les sociaux-démocrates mulhousiens progressèrent dans la première décennie du XXe siècle (ils occupèrent la moitié des sièges au conseil municipal dès 1902) avant de constituer une force politique de premier plan dans les années 1910. Conseiller municipal dès les élections complémentaires de 1904, Wicky siégea à la commission de l’assistance publique.
La Première Guerre mondiale, marquée à Mulhouse par une précoce mais éphémère entrée des troupes françaises (août 1914) puis par quatre années de mainmise allemande, exacerba l’hostilité mutuelle des mulhousiens francophiles et des « Vieux-Allemands » (Wicky et son collègue Martin écartèrent ainsi Emmel, d’origine allemande, de la direction de la section social-démocrate mulhousienne), particulièrement après la déclaration de l’état de siège en Alsace.
Arrêté en 1915, Wicky fut emprisonné pendant neuf mois pour son « attitude anti-allemande » (Deutschfeindlichkeit) avant d’être astreint à résidence jusqu’à la fin de la guerre. Pendant son incarcération, il écrivit un recueil de souvenirs de jeunesse, publié en 1922 sous le titre Der Waisenknabe (« L’Orphelin », dont une traduction a été éditée en 1998).

### L’arrivée au pouvoir et les réalisations d’un maire socialiste
Devenu troisième adjoint au maire à la faveur des élections de novembre 1919 (qui virent la coalition de droite et la liste socialiste remporter le même nombre de sièges), Auguste Wicky dirigea l’influent groupe socialiste du conseil municipal.
De sensibilité social-démocrate, il choisit de rester fidèle à la SFIO (à laquelle la fédération mulhousienne, de tendance réformiste, avait adhéré en février 1919) après la scission historique du congrès de Tours.
Concurrencés à gauche par les progrès des communistes, les socialistes perdirent les élections complémentaires de 1923, avant de triompher en remportant la majorité absolue aux élections municipales de mai 1925, à l’issue d’une campagne basée sur la défense des politiques de logement social déjà amorcées, et à la faveur d’une alliance au second tour avec les radicaux.
Élu maire de Mulhouse en 1925, Auguste Wicky fut réélu et retrouva une large majorité en mai 1929, malgré la participation de plusieurs socialistes aux listes présentées au second tour par les partis de droite. Il fut à nouveau réélu en mai 1935, après avoir obtenu l’union des partis de gauche (SFIO, PCF et radicaux) au second tour.
Favorable aux revendications ouvrières, la municipalité socialiste d’Auguste Wicky instaura une assurance mutuelle de la ville, une assurance contre le chômage, et imposa des salaires minima aux entreprises du bâtiment bénéficiaires des marchés publics, mesures sociales désapprouvées par la bourgeoisie patronale mulhousienne.
Elle entreprit également la réalisation d’un vaste programme de construction d’habitations à bon marché (cités Brustlein, Wolf II et du Haut-Poirier, puis quartier du Drouot) et d’équipements (scolaires, notamment) indispensables à la vie de ces quartiers.
Pendant la crise économique des années 1930, la municipalité engagea une politique de travaux (voirie, adduction d’eau, modification du cours de la Doller, construction de logements sociaux), sans toutefois parvenir à faire reculer significativement le chômage.

### La guerre, l’exil et la résistance
Malgré la destruction (contraire aux vœux de Wicky et au statut de « ville ouverte ») de plusieurs ponts, les Allemands s’emparèrent de Mulhouse dès le 18 juin 1940. Le maire socialiste, ceint de son écharpe tricolore, leur manifesta immédiatement son hostilité.
Révoqué par les nazis, qui confièrent la gestion des affaires communales au Stadtkommissar Herbold puis, le 15 novembre, à l’Oberbürgermeister Paul Maas, Auguste Wicky fut ensuite expulsé avec toute sa famille (12 décembre 1940).
Il s’exila alors dans les Landes puis près d’Agen, où il participa à des actions de résistance, et où cet ancien maire d’une ville de près de cent mille habitants occupa un modeste emploi de gardien de brebis.

### Les défis de la Libération et de l’après-guerre
De retour à son poste après la libération de Mulhouse (28 novembre 1944), Auguste Wicky dut affronter les difficultés de ravitaillement dans une ville encore menacée par l’artillerie allemande et meurtrie par les bombardements alliés de mai-août 1944.
Peu de temps avant la fin de la guerre, le maire et les services municipaux quittèrent l’hôtel de ville de la place de la Réunion, désormais réservé aux séances du conseil municipal, pour s’installer dans la mairie actuelle, aménagée dans l’aile nord de l’ancien Hospice civil au 2, rue Pierre-Curie.
Réélu maire en octobre 1945, Auguste Wicky entama la tâche immense de la reconstruction, dont l’achèvement nécessita plus d’une douzaine d’années.
Régulièrement réélu au conseil général du Haut-Rhin, Auguste Wicky n’assura cependant jamais de mandat national.
Gravement malade, il fut contraint de démissionner en décembre 1946, remplacé dans ses fonctions par son « dauphin », le premier adjoint et député Jean Wagner.
Nommé maire honoraire de sa ville, il y mourut le 12 janvier 1947.

## Reconnaissance
- Une avenue porte son nom à Mulhouse[2].

## Exposition
- Auguste Wicky. Maire de Mulhouse de 1925 à 1940 et de 1944 à 1946, exposition à l'occasion des 150 ans de sa naissance au Musée historique de Mulhouse, du 27 mai au 24 septembre 2023, prolongée jusqu'au 16 octobre puis dans sa ville natale à Bourbach-le-Bas du 20 au 22 octobre 2023.

## Distinctions
- Officier de la Légion d'honneur (25 décembre 1945)[3].